# Izquierda Social y Ecologista
Izquierda Social y Ecologista (IU-IA; posteriormente llamada Iseco) fue una coalición electoral compuesta por Izquierda Unida de Cantabria (IU), Izquierda Anticapitalista de Cantabria (IA) e independientes procedentes de movimientos sociales, ecologistas y feministas para concurrir a las elecciones al Parlamento de Cantabria de 2011. Su candidato fue el independiente José Ángel Herrera, militante y exvicepresidente de la Asociación para la Defensa de los Recursos Naturales de Cantabria (ARCA) que en este caso se presentaba a título personal.
La coalición tuvo el objetivo, según su texto de convocatoria, de "llevar a las instituciones proyectos netamente de izquierdas. En este contexto es realista pensar en la posibilidad de llevar al Parlamento de Cantabria una opción política claramente anticapitalista que potencie propuestas a favor del empleo digno, la defensa del medio ambiente y los recursos naturales, la equidad en todos los ámbitos, la soberanía alimentaria, el republicanismo, o la democracia participativa, entre muchas otras cuestiones de gran relevancia."
Según los estatutos de la coalición, en caso de lograr representación en el Parlamento de Cantabria, no participarían en un Gobierno con el PSOE, el PRC o el PP y rechazarían cualquier acuerdo de legislatura con estos partidos, se garantiza la rotatividad en los cargos que se obtuviesen a mitad de legislatura (dos años) y se fija un tope salarial en el doble del salario mínimo interprofesional y en ningún caso superior al de su anterior trabajo. Se aprueba el funcionamiento asambleario y el protagonismo de los movimientos sociales.

## Resultados electorales
| Año  | Elecciones              | Candidato          | Votos  | % de votos | Escaños | Posición |
| ---- | ----------------------- | ------------------ | ------ | ---------- | ------- | -------- |
| 2011 | Parlamento de Cantabria | José Ángel Herrera | 11.224 | 3,39       | 0       | 4º       |